# Kanadyjski Sojusz Reformatorsko-Konserwatywny
Kanadyjski Sojusz Reformatorsko-Konserwatywny (ang. Canadian Reform Conservative Alliance, fr. Alliance réformiste conservatrice canadienne) – partia polityczna działająca w Kanadzie w latach 2000–2003. Powszechnie używane nazwy to po angielsku Canadian Alliance i po francusku Alliance canadienne.
Sojusz powstał w 1999 roku poprzez połączenie Partii Reform z secesjonistami z Partii Progresywno Konserwatywnej tzw. „czerwonymi torysami”. Celem nowej partii było zjednoczenie konserwatywnej opozycji. Ten cel jednak nie został zrealizowany. W wyborach parlamentarnych w 2000 roku przystąpiły dwie partie konserwatywne rozpraszając głosy swego elektoratu. Mimo tego sumaryczna liczba mandatów zdobyta przez obie partie wyniosła 88.
Pierwszym liderem nowej partii niespodziewanie został Stockwell Day, pokonując w wyborach partyjnych długoletniego przewodniczącego Partii Reform Prestona Manninga. Wybór ten nie okazał się zbyt szczęśliwy. Inteligencja i zdolności organizacyjne Daya nie dorównywały jego energii i ambicjom. Ostatecznie kampania przed niespodziewanie rozpisanymi wyborami do 37. kadencji parlamentu Kanady była wielką improwizacją pełną potknięć i gaf samego jej lidera. Wobec tego wynik wyborów, 66 mandatów, należy uznać za wielki sukces.
Program polityczny nowej partii był praktycznie powtórzeniem programu Partii Reform. Nowym punktem był postulat pogłębienia demokracji poprzez upowszechnienie referendum.
15 października 2003 Sojusz wraz z Partią Progresywno-Konserwatywną ogłosił projekt utworzenia jednolitej Konserwatywnej Partii Kanady.
Liderzy Sojuszu Reformatorsko-Konserwatywnego:
- Stockwell Day (1999–2002)
- Stephen Harper (2002–2003)